# Daphne kingdon-wardii
Daphne kingdon-wardii är en tibastväxtart som beskrevs av J. J. Halda. Daphne kingdon-wardii ingår i släktet tibaster, och familjen tibastväxter. Inga underarter finns listade i Catalogue of Life.